# Ectatosticta furax
Espèce
Ectatosticta furax est une espèce d'araignées aranéomorphes de la famille des Hypochilidae.

## Distribution
Cette espèce est endémique du Sichuan en Chine. Elle se rencontre dans le xian de Pingwu.

## Description
La femelle holotype mesure 19,30 mm.

## Publication originale
- Wang, Zhao, Irfan & Zhang, 2021 : « Further revision of the spider genus Ectatosticta Simon, 1892 (Hypochilidae), with the description of three new species. » Acta Arachnologica Sinica, vol. 30, no 2, p. 91-98.